# Мара (Марамуреш)
Мара (рум. Mara) насеље је у Румунији у округу Марамуреш у општини Десешти. Oпштина се налази на надморској висини од 461 m.

## Становништво
Према подацима из 2002. године у насељу је живело 1024 становника, од којих су сви румунске националности.